# بخش سنت
بخش سنت (به فرانسوی: Arrondissement de Saintes) یک بخش در فرانسه است که در شرانت-ماریتیم واقع شده‌است.